# شمندر (نوع)
الصوطلة أو الشَّمَنْدَر أو الشوندر أو البنجر أو الباربة أو السلق (Beta vulgaris) هو نوع نباتي جذري درني يتبع القبيلة السرمقاوية (أو الرمرامية) من الفصيلة القطيفية.

## أصل التسمية
أول ظهور لكلمة الشوندر كان في السومرية ( شوم- ون- در) وتعني حرفيًا "النبات الأحمر"، ثم انتشرت في جميع أرجاء الشرق القديم.
وفي الآشورية البابلية أصبحت شُومتُّو، والفينيقية سلق، والعبرية سِلق، والآرامية صوندر، والسريانية صوندر، والفارسية شفندر، والعربية شوندر.

## الوصف النباتي
يقسم الشمندر لنوعين أولهما شمندر سكري لإنتاج السكر، والثاني يستخدم كمسلوق أو في المخللات. النبات ثنائي الحول ويكون أحياناً معمراً.
أما اللون الأحمر في الشمندر فناتج عن مادة البتايين التي توازن الحموضة (p h) في المعدة وتسهل عملية الهضم.

## مكوناته
يحتوي على 90% من وزنه ماء، 5% ألياف، 2% رماد، والباقي سكاكر ومواد معدنية كالكبريت، البوتاسيوم، الكالسيوم، الفسفور، الحديد، والنحاس. كما يحتوي الشمندر على الكثير من السكر (سكروز، غلوكوز، فركتوز)، البروتين، الألياف، الأحماض العضوية وعلى الأحماض الأمينية، إضافةً إلى الفيتامينات والأملاح المعدنية.

## فوائده
للشمندر فوائد جمة، إذ يستعمل في علاج فقر الدم، فضلا عن أنه مصدر لحمض الفوليك، والفيتامينات b2، c، a إضافة إلى أنه غني بالبوتاسيوم والمغنيزيوم ومدر للبول.
إن البيتايين betaine الموجود في الشمندر يعمل مع مغذيات أخرى للحدّ من الهوموسيتيين homocysteine الذي يمكن أن يكون مضرّ للأوعية الدموية وبالتالي يساهم في تقليل احتمال الإصابة بأمراض القلب، السكتة الدماغية وأمراض الأوعية الدموية.

## استخداماته
من المستحسن عدم تناوله مع الأطعمة الأخرى لأنه صعب الهضم بعض الشيء. وهناك نوع من المشهيات يصنع من البنجر المسلوق واللبن والبقدونس.

## المعلومات الغذائية
يحتوي كل 100غ من الشمندر، بحسب وزارة الزراعة الأميركية على المعلومات الغذائية التالية:
- السعرات الحرارية: 43
- الدهون: 0.17
- الكاربوهيدرات: 9.56
- الألياف: 2.8
- السكر: 6.76
- البروتينات: 1.61

## وصفات من الشمندر
هناك عدة وصفات تحضّر من الشمندر منها سلطة الشمندر، الشمندر باللبن، متبل الشمندر، خبز بالشمندر وغيرها.

## وصلات خارجية
- الشمندر في الغد الأردنية 2/7/2011